# Karl Haushofer (mineralog)
Karl Haushofer, född 28 april 1839 i München, död där 8 januari 1895, var en tysk mineralog. Han var son till konstnären Max Haushofer och bror till nationalekonomen Max Haushofer.
Haushofer studerade bergsvetenskap och mineralogi och blev 1865 privatdocent i sistnämnda ämne vid Münchens universitet. År 1868 blev han professor i mineralogi och metallurgi (Eisenhüttenkunde) vid Tekniska högskolan i München och 1889 direktor för denna läroanstalt. Han var riddare av Bayerska kronorden och ledamot av Vetenskapsakademien Leopoldina.